# Paweł Dudzik
Paweł Dudzik (ur. w 1956 w Toruniu) – polski muzyk.

## Życiorys
Ukończył studia na Akademii Muzycznej im. Feliksa Nowowiejskiego w Bydgoszczy. Od 1981 do 1985 współpracował z Orkiestrą Symfoniczną Filharmonii Pomorskiej. W latach 1988–1993 oraz 1996–1997 pracował jako kierownik Orchester Salina w Niemczech. Później zajmował się kierownictwem Salon Orchester Thorn. Od 1993 do 1995 prowadził autorskie audycje muzyczne w toruńskim Radiu Gra. W latach 2004–2007 był muzykiem TOS. Wcześniej z nią współpracował. W 2010 brał udział w organizacji koncertu José Carrerasa. 
Od 2007 do 2016 był dyrektorem Toruńskiej Orkiestry Symfonicznej zastępując tym samym Marka Wakarecego. Obecnie pracuje w Zespole Szkół Muzycznych im. Karola Szymanowkiego w Toruniu oraz jest magistrem sztuki. Jego specjalizacją jest gra na instrumentach perkusyjnych.

## Praca z teatrem
Współpracował także z Bajem Pomorskim oraz teatrem im. Wilama Horzycy. Zajmował się tam projektowaniem oprawy muzycznej. Jest autorem 15 przedstawień teatralnych dla takich teatrów jak Teatr Dwukropek, Teatr Lalek „Zaczarowany Świat” oraz Teatr Vaška.